# Claes Merithz
Claes Merithz (Pettersson), född 13 augusti 1934 i Malmköping, Lilla Malma församling i Södermanland, död 4 februari 2014 i Värmdö församling, var en svensk dirigent. 
Merithz var utbildad vid Kungliga Musikhögskolan i Stockholm. Han studerade klarinett för professor Nils Otteryd. Studierna avslutades med en debutkonsert i samarbete med Sveriges Radio. Merithz erhöll Musikaliska Akademiens belöningsjeton, avlade klarinettpedagogisk examen och belönades han med Jenny Lind-stipendiet. Han bedrev studier i Italien för Antoine de Bavier i klarinett och dirigering. 
Merithz var verksam som solist, kammarmusiker och pedagog samt som dirigent för Nacka Kammarblåsare och sedermera också för Nacka ungdomssymfoniorkester. Efter anställning som utbildningschef vid Rikskonserter i samband med omorganiseringen av militärmusiken övergick Claes Merithz helt till dirigering. Han arbetade med de flesta regionmusikensemblerna i Sverige samt vid flera av landets kammar- och symfoniorkestrar. Han bildade tillsammans med Åke Holmquist Regionmusikens elitensemble Musica Camerata Regionalis med vilken han gjorde landsomfattande turnéer, radioutsändningar och skivproduktioner. 1977 bedrev han dirigeringsstudier i London. 1978 grundade han och ledde kammarorkestern Oskarshamnsensemblen, nuvarande Camerata Nordica. Från 1981 blev han åter frilans med engagemang i finska, norska och svenska symfoniorkestrar. 1987 grundade Claes Merithz tillsammans med Christer Eklund Falu Sinfonietta som sedan utvecklades till Dalasinfoniettan och vars dirigent och konstnärlig ledare han var till år 1995. 
1972 erhöll Claes Merithz Nacka Stads Kulturstipendium och 1983 fick han Svenska grammofonpriset för sina Romaninspelningar. Som pedagog startade han en klarinettpedagogisk kurs 1968 vid SMI - Stockholms musikpedagogiska institut - där han under många år var verksam som klarinett- och ensemblepedagog. Claes Merithz spelade under 60-talet i "The international C-trio" med cellisten Lars Blomberg och pianisten Radoslav Kvapil med turnéer i Skandinavien och Europa. Under ett par år på 1990-talet var han ordförande i Svenska Tonkonstnärsförbundet. 
Sin musikerbana startade Claes Merithz som militärmusiker dels vid P3:s musikkår i Strängnäs 1950–1953 och Flottans musikkår i Stockholm 1953–1956.